# Miss World 1953
| Data:                | 19 października 1953       |
| Kraj:                | Wielka Brytania            |
| Miasto:              | Londyn                     |
| Gala finałowa:       | Lyceum Theatre             |
| Liczba uczestniczek: | 15                         |
| Zwyciężczyni:        | Denise Perrier, Francja    |
| Poprzedniczka:       | May Louise Flodin, Szwecja |
| Następczyni:         | Antigone Costanda, Egipt   |
| -------------------- | -------------------------- |

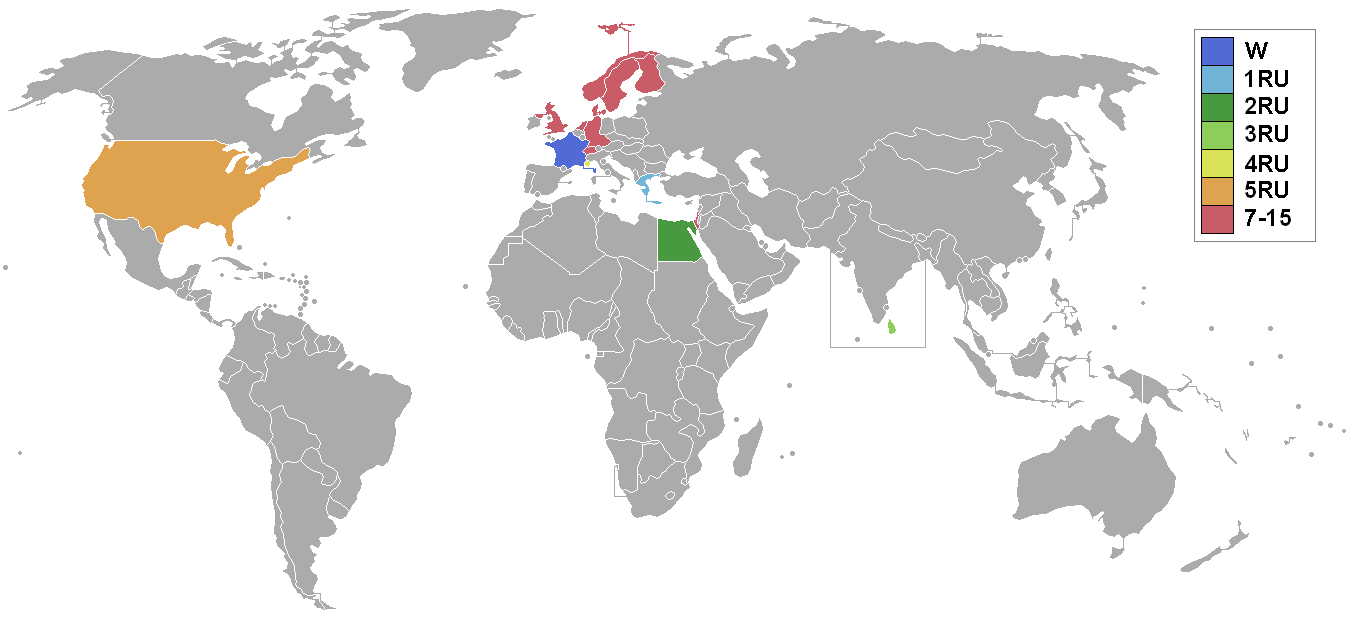
Kraje i terytoria, które wysłały delegacje oraz zajęte miejsce

3. wybory Miss World odbyły się 19 października 1953 r., ponownie w Lyceum Theatre w Londynie. W konkursie uczestniczyło 15 panien. Wygrała reprezentantka Francji – Denise Perrier, która w 2005 r. była w jury konkursu Miss World.

## Wyniki
| Wyniki finału   | Uczestniczka                       |
| --------------- | ---------------------------------- |
| Miss World 1953 | - Francja – Denise Perrier         |
| 1. wicemiss     | - Grecja – Alexandra Ladikou       |
| 2. wicemiss     | - Egipt – Marina Papaelia          |
| 3. wicemiss     | - Cejlon – Manel Illangakoon       |
| 4. wicemiss     | - Monte Carlo – Elizabeth Chovisky |
| 5. wicemiss     | - Stany Zjednoczone – Mary Griffin |

## Uczestniczki
- Cejlon – Manel Illangakoon
- Dania – Ingrid Andersen
- Egipt – Marina Papaelia
- Finlandia – Maija-Riita Tuomala
- Francja – Denise Perrier
- Grecja – Alexandra Ladikou
- Holandia – Conny Harteveld
- Izrael – Havatzelet Dror
- Monte Carlo – Elizabeth Chovisky
- RFN – Wilma Kanders
- Norwegia – Solveig Gulbrandsen
- Stany Zjednoczone - Mary Kemp Griffin
- Szwajcaria – Odette Michel
- Szwecja – Ingrid Johansson
- Wielka Brytania – Brenda Mee

## Notatki dot. krajów uczestniczących

### Debiuty
- Cejlon
- Grecja
- Izrael
- Monte Carlo
- Norwegia

### Państwa i terytoria rezygnujące
- Irlandia